# Valle de Sajambre
El Valle de Sajambre (en asturleonés, Sayambre)está situado en el noreste de la provincia de León, comunidad autónoma de Castilla y León, en España. Limita al norte con el Principado de Asturias. 
El municipio entero forma parte del parque nacional de los Picos de Europa y pertenece a la mancomunidad de Montaña de Riaño. Sus aguas vierten a Asturias y se encuentra flanqueado por el Puerto de Pontón y el Desfiladero de Los Beyos.

## Etimología
Según E. Bascuas, "Sajambre", registrado como Saliamne en 973 y Saliamen en 999, indicaría su situación en la ribera del río Sella, atestiguado como Salia en la antigüedad. Sería, por tanto, un antiguo hidrónimo, a partir de una forma de origen paleoeuropeo, derivada de la raíz indoeuropea *sal- 'sal, agua sucia, agua impetuosa'. Sin embargo, como ha mostrado Elena E. Rodríguez Díaz, la forma Saliamne no aparece en el interior del documento del 973 (donde se registra como Saliame), sino en la rúbrica que el copista Munio añadió en el año 1110, cuando dicho documento se copió en el Becerro Gótico de Sahagún, cartulario que transmite los documentos más antiguos de Sajambre.

## Historia
En la Antigüedad, se cree que Sajambre formó parte de la tribu cántabra de los vadinienses, último pueblo en ser sometido por Roma durante el largo proceso de conquista del suelo peninsular, aunque no existe constancia epigráfica, ni textual alguna. Tras la llegada de los musulmanes en el 711, sus pobladores ya cristianizados volvieron a hacerse fuertes ante el invasor al amparo de sus montañas.
Desde por lo menos el año 1291 fue un concejo realengo formado por los pueblos de Oseja (en asturleonés, Useya), Soto, Ribota, Pio y Vierdes,con algún período de control señorial. Las noticias más antiguas sobre las tierras de Saliame se encuentran en los documentos copiados en el cartulario conocido como Becerro Gótico de Sahagún,siempre identificando un territorio en el que existía una iglesia en el siglo XI, sin mención al pueblo de Oseja, ni a las restantes poblaciones. Hay que esperar al siglo XIII para empezar a tener información sobre las localidades sajambriegas, muy bien documentadas en la Edad Moderna.    
Eclesiásticamente estuvo vinculado a la Iglesia de León, en el Arcedianazgo de Mayorga, y fue uno de los concejos de la Merindad de Valdeburón, junto con Burón, Valdeón, Maraña y Aleón (actual Salamón). Esta demarcación nace durante el reinado de Enrique IV, aunque parece que se desgaja de otra circunscripción más amplia ya existente en el siglo XIV.
La principal actividad económica fue la agropecuaria, especialmente la ganadería. En la Edad Moderna, sus habitantes se dedicaron también a actividades comerciales basadas en la arriería y en la carretería. Transportaban manufacturas de madera (ruedas, yugos, cambas de arado, vigas, aros de cubas, etc), almagre, manteca y pescado a toda la Meseta hasta la Sierra de Gredos, así como a Asturias y a parte de Cantabria.
En el siglo XVII hubo un palacio, así denominado en la documentación de la época, que corresponde a la Casa de la familia Piñán. Está situado en el centro de la población de Oseja de Sajambre. Fue construido por Domingo Piñán de Cueto Luengo entre 1621 y antes de 1639.Hubo también algunas casonas blasonadas, como la de los Díaz de Caldevilla en el barrio de Las Cortes de la misma localidad, y a lo largo de los siglos xvii y xviii se fueron edificando otras con hechura señorial por clérigos acomodados o por algunos lugareños gracias a las ganancias comerciales en los lugares de Oseja, Soto y Ribota. Hasta principios del siglo XX perduró en Oseja lo que se conoció como La Torre, que debió construirse en el siglo XIV o xv.

## Personajes ilustres
Sajambriegos ilustres fueron los hermanos Joaquín Díaz-Caneja y Sosa, diputado por León en las Cortes de Cádiz y Ministro de Gracia y Justicia en el segundo gobierno de Istúriz, e Ignacio Díaz-Caneja y Sosa, obispo de Oviedo y fundador del Seminario ovetense.